# Abd ar-Rahman
‘Abd ar-Rahman (Arabiska: عبدالرحمن), Abd ar-Rahman, Abd-ur-rahman, Abdalrahman, Abdal Rahman, Abdal-Rahman, Abdulrahman, Abdul Rahman, Abdul-Rahman, Abd al-Rahman, Abdelrahman,  med flera stavningar, är ett arabiskt namn som betyder "tjänare till Den Barmhärtige (Den Nåderike)", Ar-Rahmān (arabiska: سورة الرحمن) . "Den Barmhärtige (Den Nåderike)" är ett av Guds 99 namn enligt islam och är den femtiofemte suran i Koranen med 78 verser (ayah). Den har den återkommande ledversen "Vilket av er [allsmäktige] Herres verk vill ni båda då förneka?"
Abd ar-Rahman är kärast hos Allah enligt hadithen att Allahs mest älskade namn är Abdullah och AbdurRahman.

## Kända personer med namnet
- Abd ar-Rahman ibn Abd Allah, en arabisk fältherre som stupade under slaget vid Poitiers år 732
- Abd ar-Rahman as-Sufi, persisk astronom 903-986
- Abd al-Rahman Jami persisk poet i Herat 1414-1492
- några olika umayydiska härskare med namnet Abd ar-Rahman (se även Kalif av Cordoba):
  - Abd ar-Rahman I, 756–788
  - Abd ar-Rahman II, 822–852
  - Abd ar-Rahman III, 912–961
  - Abd ar-Rahman IV, 1021–1022
  - Abd ar-Rahman V, 1022–1023
- Abd ar-Rahman (död 1859), sultan i Marocko 1823–1859
- Abd-ar-rahman (1845–1901), emir av Afghanistan
- Abd-el-Rahman el-Mahdi (1885–1959), sudanesisk ledare
- Abdul Aziz bin Abdul Rahman al-Saud, grundare av Saudiarabien
- Hadi Abd-el-Rahman el-Madhdi (1915-1970), sudanesisk ledare
- Abdul Rahman av Negeri Sembilan (1895-1960), Malaysias kung 1957-1960
- Tunku Abdul Rahman Putra, Malaysias förste premiärminister
- Abdul Rahman al-Iryani, president i Jemen 1967–1974
- Abdul Rahman (konvertit), Afghanistan, född c:a 1965